# San Michele al Tagliamento
San Michele al Tagliamento là một đô thị và cộng đồng (comune) ở tỉnh Venezia trong vùng Veneto miền bắc nước Ý.
Đô thị San Michele al Tagliamento có diện tích ki lô mét vuông, dân số thời điểm năm 31 tháng 5 năm 2005 là 11.778 người.
Đô thị San Michele al Tagliamento có các đơn vị dân cư (frazioni) sau:
Các đô thị giáp ranh: 